# Oisc de Kent

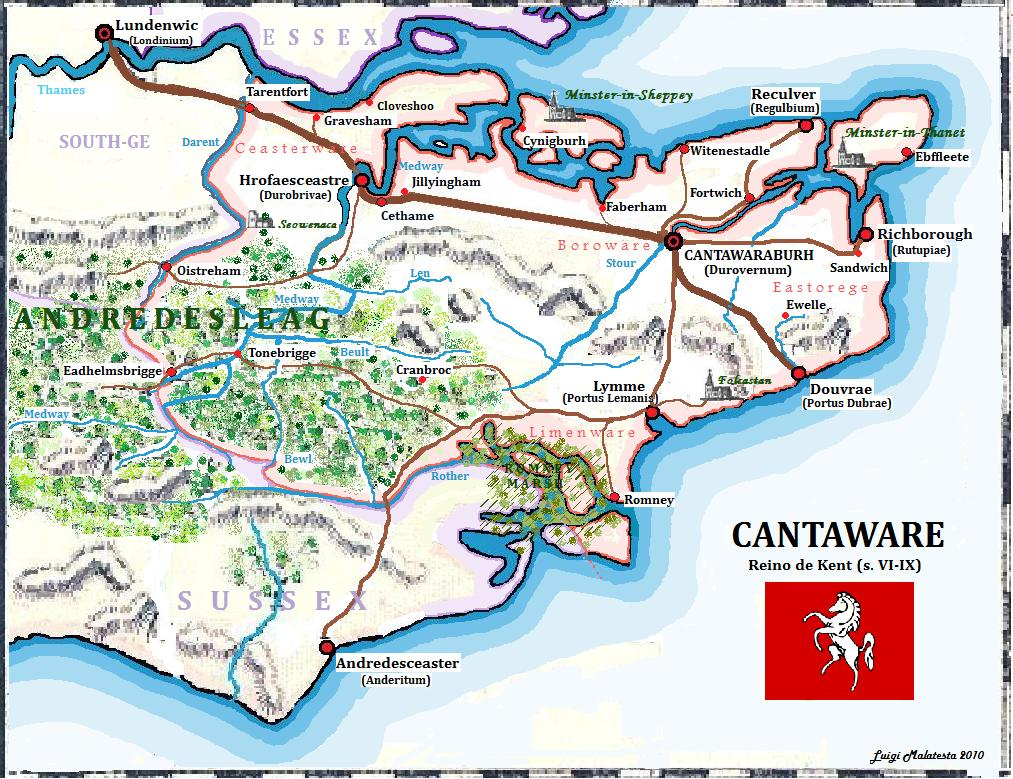
Mapa General Del Reino De Kent.

Oisc (también conocido como Oeric, Aesc o Esc) fue rey de Kent entre c. 488 y c. 512-516.
Se tienen pocos datos acerca de Oisc y la información que ha llegado hasta nuestros días es a menudo vaga y poco fiable. Parece que era hijo o nieto de Hengest, quien lideró la invasión anglosajona de Gran Bretaña de los jutos en Kent. Oisc fue recordado por las generaciones siguientes como el fundador del reino y de la casa real, hasta el punto de que sus descendientes se refirieron a ellos mismos con el nombre de Oiscingas.